# هاینکل هائی ۱۰
هاینکل اچ‌ایی ۱۰ (به انگلیسی: Heinkel HE 10) یک هواپیمای تک‌باله تک‌موتوره آب‌نشین آموزشی بود که توسط شرکت آلمانی هاینکل در اواخر دهه ۱۹۲۰ میلادی با ساختار زیر بال (low wing) بر مبنای هاینکل اچ‌ایی ۶ طراحی شد.
هاینکل اچ‌ایی ۹ در سال ۱۹۲۹ موفق به ثبت چندین رکورد در بخش هواگردهای دریایی از جمله حداکثر سرعت در فاصله یک کیلومتر با ۱۰۰۰ کیلوگرم (۲۳۱ کیلومتر بر ساعت) و حداکثر سرعت در فاصله ۱۰۰۰ کیلومتر با ۱۰۰۰ کیلوگرم بار شد.

## مشخصات فنی

### مشخصات عمومی
- خدمه: ۵ نفر
- طول: ۱۳٫۱ متر
- طول بال: ۱۸٫۲ متر
- ارتفاع: ۴٫۶۶ متر
- مساحت بال: ۶۰٫۹ متر مربع
- وزن خالی: ۲۵۴۰ کیلوگرم
- وزن خالص: ۴۸۰۰ کیلوگرم
- نیرومحرکه: یک موتور پیستونی وی‌شکل ۱۲ سیلندر ب‌ام‌و ۶ خنک شونده با مایعات: هر کدام ۷۵۰ اسب بخار
- پیش‌ران: ملخ ۲ تیغه

### عملکرد
- حداکثر سرعت: ۲۴۶ کیلومتر بر ساعت
- برد: ۳۰۰۰ کیلومتر
- حداکثر ارتفاع: ۴۰۰۰ متر